# Lionel de Nicéville
Lionel de Nicéville (1852 – 3 december 1901) was een Engelse entomoloog. Hij was werkzaam als conservator in het Indian Museum in Calcutta. Hij bestudeerde de vlinders van het Indisch subcontinent en schreef een driedelige monografie over de vlinders van India, Bangladesh, Nepal, Myanmar en Sri Lanka. Hij bestudeerde ook de bidsprinkhanen van de oosterse regio.

## Levensloop
De Nicéville is geboren in een adellijke Hugenotenfamilie, zijn vader was arts. Hij volgde een opleiding aan het St. John's College in Hurstpierpoint in de buurt van Brighton. Na korte tijd bij een bank te hebben gewerkt vertrok de Nicéville in 1870 naar India waar hij klerk werd in een regeringskantoor (Calcutta Small Cause Court). Vanaf 1881 wijdde hij al zijn vrije tijd aan entomologie. Hij werkte met de meeste Indische entomologen van die tijd, maar vooral met Henry John Elwes, James Wood-Mason en George Frederick Leycester Marshall. In die tijd maakte hij verschillende reizen naar Sikkim. In 1887 maakte hij samen met John Henry Leech een reis naar de Baltistan-gletsjers. Hij verzamelde insecten tijdens deze reizen en schreef een reeks artikelen in het Journal of the Royal Asiatic Society of Bengal (1881, 1882, 1883 en 1885). In 1890 werden de resultaten samengevat in de Gazetteer of Sikhim waarin hij met George Alexander Gammie ongeveer 630 soorten vlinders uit Sikkim beschreef. Ook waren er vlinders gevonden in Darjeeling, het district Alipurduar en Bhutan, gebieden grenzend aan Sikkim. In 1892 stelde hij een nieuw geslacht van Hesperiidae (dikkopjes) voor, Crossiura, in een artikel in het Journal of the Bombay Natural History Society.
1899 was een jaar van grote hongersnood dat samenviel met de benoeming van George Curzon tot onderkoning van India. Curzon was enorm energiek en steunde de inspanningen van de overheid om de landbouw te helpen. In 1901 benoemde hij een keizerlijke mycoloog en een keizerlijke entomoloog. Die entomoloog was de Nicéville, die als vlinderkenner tevens het werk aan andere insectenorden kon coördineren. Een van zijn belangrijkste werken ging over de bidsprinkhanen (Mantodea) van de oosterse regio.
De Nicéville was een Corresponding Member van de Zoological Society of London en een Fellow van de Entomological Society.
Op 21 september 1881 trouwde hij met de weduwe Jane Sarah Webb in St James' Church in Calcutta. Hun enig kind, Nora de Nicéville, werd geboren in Calcutta op 25 augustus 1882. De Nicéville stierf aan malaria die hij had opgelopen tijdens een reis in de Nepalese regio Terai.

## Enkele publicaties
- 1883. The Butterflies of India, Burmah and Ceylon. Vol. 1. Repr. 1979, New Delhi, 327 blz. met co-auteur G. F. L. Marshall.
- 1886. The Butterflies of India, Burmah and Ceylon. Vol. 2. Repr. 1979, New Delhi, 332 blz.
- 1890. The butterflies of India, Burmah and Ceylon. Vol. 3. Repr. 1979, New Delhi, 503 blz.
- 1892. On new and little known Butterflies from the Indo-Malayan region, Journal of the Bombay Natural History Society 7: 322-356.
- 1894. On new and little-known butterflies from the Indo-Malayan region Journal Asiat. Society Bengal (II) 63 (1): 1–59, fig. 1–5
- 1898. On new and little-known butterflies from the Indo-Malayan, Austro-Malayan and Australian Regions Journal of the Bombay Natural History Society 12 (1): 131–161, 4 fig's.
- 1900. On new and little-known Lepidoptera from the Oriental region. Journal of the Bombay Natural History Society 13, 157–176, 3 fig's. (174).

## Nalatenschap
Een deel van Nicéville's dagvlindercollectie werd geschonken aan de Asiatic Society, Calcutta in 1880. Een ander deel werd in 1902 geschonken aan het Indian Museum in Calcutta en het Peter Redpath Museum in Montreal.
- Gemeinsame Normdatei: 116993820
- International Standard Name Identifier: 0000 0000 1035 5295
- Library of Congress Control Number: nb2017006951
- Nederlandse Thesaurus van Auteursnamen: 165169338
- Virtual International Authority File: 59850202
- WorldCat: E39PBJhmFPqFKX89rC9k3VD6rq